# Аверкин, Вадим Игоревич
Вадим Игоревич Аверкин (род. 6 марта 1978, Дзержинск, Горьковская область или Горький) — российский хоккеист, нападающий; хоккейный функционер.

## Биография
Отец Игорь Аверкин и дядя Михаил Варнаков — хоккеисты и тренеры.
Воспитанник эстонской команды ЛНСК (Нарва), играл за команды в чемпионате Эстонии в сезонах 1992/93 — 1993/94. Семь сезонов (1994/95 — 2000/01) провёл в нижегородском «Торпедо». Выступал за «Мотор» Заволжье (1998/99, 2000/01), «Амур» Хабаровск (2001/02 — 2003/04), «Металлург» Новокузнецк (2004/05), ХК МВД (2005/06), «Торпедо» НН (2005/06 — 2006/07), «Сокол» Киев (Украина, 2007/08 — 2009/10), «Молот-Прикамье» Пермь (2010/11), «Донбасс-2» Донецк (Украина, 2011/12), «Буран» Воронеж (2012/13), «Иртыш» Павлодар (Казахстан, 2012/13), «Компаньон» Киев (Украина, 2012/13), «Липецк» (2013/14 — 2014/15), «Саров» (2015/16).
Чемпион Европы среди юниоров 1996.
После завершения карьеры игрока возглавлял департамент по работе с ВХЛ и МХЛ в Профсоюзе игроков КХЛ.
Тренер команды ВХЛ «Цэнтоу» (Китай, 2019/20). Генеральный менеджер команды ВХЛ «Дизель» Пенза (2020/21). Спортивный директор клуба КХЛ «Адмирал» (Владивосток) с 2021 года по 24 октября 2023 года, при нём клуб показал лучший результат за историю — выход во второй раунд плей-офф.
5 апреля 2024 года снова стал генменеджером «Дизеля». В мае 2024 года Аверкин покинул клуб и был назначен генеральным менеджером нижегородского «Торпедо».